# Флаг Бугенвиля
Флаг автономного региона Бугенвиль был введён 1 сентября 1975 года.

## Описание
Флаг Бугенвиля представляет собой тёмно-голубое полотнище, символизирующее Тихий океан, который омывает остров. Эмблема в центре представляет собой сам Бугенвиль. Чёрный диск символизирует коренное население острова. В центре эмблемы помещён «упи» — местный головной убор, ассоциирующийся с переходом юноши в категорию взрослого мужчины. Диск находится в зелёном круге, который представляет берег острова; белые треугольники напоминают резные украшения из панциря черепахи, которые надевают на себя местные вожди и «королевы» во время разнообразных церемоний.